# The Criterion Collection
The Criterion Collection, Inc. sau Criterion este o companie americană de distribuție de divertisment la domiciliu care se concentrează pe acordarea licențelor, restaurării și distribuției unor „importante filme clasice și contemporane”.
Are sediul în New York City. A fost fondată în 1984, în colaborare cu Janus Films și Voyager Company, cu scopul inițial de a distribui casete video cu filme semnificative din punct de vedere artistic în Statele Unite ale Americii și Canada. În anii 1990 a trecut la producția pe LaserDisc, în 1998 pe DVD și, mai târziu, pe discuri Blu-ray. Lansările filmelor clasice lansate sub marca Criterion sunt de înaltă calitate: multe casete sunt supuse restaurării și restaurării digitale înainte de lansare. Criterion a introdus practica de a însoți un DVD cu o pistă audio alternativă cu un comentariu asupra filmului de la creatorii filmului sau critici de film.